# Thế năng hấp dẫn
Năng lượng hấp dẫn hay thế năng hấp dẫn là thế năng mà một vật thể khối lượng lớn có được liên quan tới một vật thể khối lượng lớn khác do lực hấp dẫn. Nó là thế năng có quan hệ với trọng trường, được giải phóng (chuyển thành động năng) khi các vật rơi về phía nhau. Thế năng trọng trường tăng khi đưa hai vật ra xa nhau.
Đối với hai điểm tương tác theo cặp, thế năng hấp dẫn {\displaystyle U} được xác định bởi
{\displaystyle U=-{\frac {GMm}{R}},}
trong đó {\displaystyle M} và {\displaystyle m} là khối lượng của hai điểm, {\displaystyle R} là khoảng cách giữa chúng và {\displaystyle G} là hằng số hấp dẫn.
Ở gần bề mặt Trái đất, trường hấp dẫn xấp xỉ không đổi và thế năng hấp dẫn của một vật giảm xuống còn
{\displaystyle U=mgh}
trong đó {\displaystyle m} là khối lượng của vật thể, {\displaystyle g=GM_{\oplus }/R_{\oplus }^{2}} là lực hấp dẫn của Trái đất và {\displaystyle h} là chiều cao của trọng tâm của vật thể trên một mức tham chiếu đã chọn.